# Сонна хвороба
Африка́нський трипаносомо́з або сонна хвороба — інфекційна паразитарна хвороба, яка уражає людей і тварин.  Її причиною є найпростіше Trypanosoma brucei. Переносником хвороби є муха цеце (Glossina morsitans).

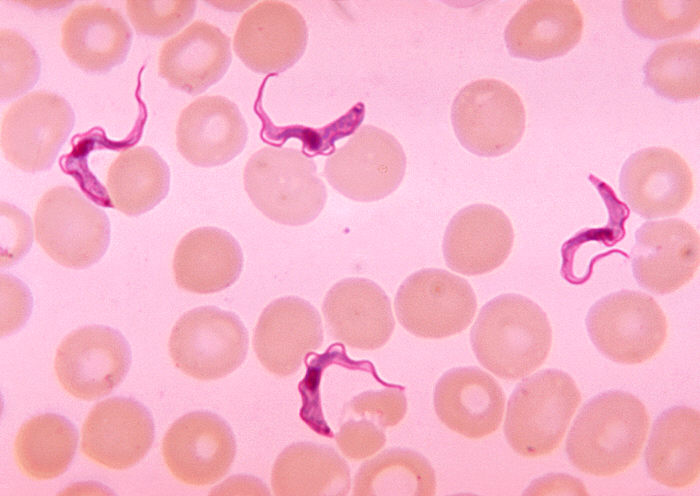
Трипаносоми у крові хворої людини.

За оцінками, на період 2016–2020 років населення групи ризику становило 55 млн людей, і лише 3 млн мали помірно високий ризик. Хвороба є ендемічною в Субсахарській Африці у 37 країнах.

## Етіологія
Детальніші відомості з цієї теми ви можете знайти в статті Трипаносома.

## Епідеміологічні особливості
Сонна хвороба — природно-вогнищеве захворювання, поширене тільки в Африці в межах між 15 ° пн.ш. і 28 ° пд.ш. Щороку сонну хворобу діагностують у 50 — 70 тис. осіб. Смертність від сонної хвороби настільки висока, що, наприклад, в деяких районах Уганди, як вказує Н. Н. Плотніков, чисельність населення за 6 років знизилася з 300 тис. до 100 тис. осіб. Тільки у Гвінеї щорічно відзначали 1500—2000 смертей. На боротьбу з цією страшною недугою 36 країн Африканського континенту, де вона лютує, щорічно витрачають близько 350 млн доларів, проте до теперішнього часу все ще не створено вакцини проти сонної хвороби.
Розрізняють два види африканської сонної хвороби — гамбійська сонна хвороба (її спричинює підвид Trypanosoma brucei gambiense) та родезійська сонна хвороба (її зумовлює підвид Trypanosoma brucei rhodesiense). Обидва види передаються трансмісивно через укус інфікованої мухи цеце (Glossina morsitans) та є поширеними переважно у сільській місцевості. Мухи переносять хворобу від тварин і людей, що є носіями трипаносом. Останні швидко розмножуються у крові людини проникаючи туди зі слиною комахи. Збудники сонної хвороби — пласкі паразити довгасто-веретеноподібної форми. Вони дуже маленькі (12-20 мкм в довжину), але рухливі, легко переміщуються з місця на місце за допомогою напівпрозорої мембрани, що йде уздовж тіла.
Trypanosoma brucei gambiense нині є причиною більш, ніж 98 % усіх зареєстрованих випадків сонної хвороби.
Профілактика тяжкої хвороби включає перевірку населення, що знаходиться у групі ризику, за допомогою аналізів крові на Trypanosoma brucei gambiense Лікування полегшується, якщо хворобу виявляють рано та раніше, ніж з'являються неврологічні симптоми. На першій стадії лікування проводять препаратами пентамідин або сурамін (suramin). Лікування другої стадії включає ефлорнітин або комбінацію ніфуртімоксу (nifurtimox) та ефлорнітину для Trypanosoma brucei gambiense. Меларсопрол (melarsoprol) є ефективним у обох випадках, але через серйозні побічні ефекти зазвичай його використовують лише для Trypanosoma brucei rhodesiense.
Ця хвороба регулярно зустрічається у деяких регіонах Африки на південь від Сахари, причому кількість населення, якому ця хвороба загрожує, становить приблизно 70 мільйонів осіб у 36 країнах. Станом на 2010 рік від цієї хвороби померло близько 9 000 людей — це менше, ніж 34 000 померлих у 1990 році. Приблизно 30 000 людей зараз є інфікованими, причому кількість нових випадків інфікування у 2012 році становить 7 000. Більше, ніж 80 % цих випадків трапилося у Демократичній Республіці Конґо. Три останні великі спалахи захворювання спостерігали здебільшого в Уґанді та у басейні Конґо з 1896 по 1906 рік та двічі у 1920 та 1970 роках у декількох африканських країнах. Решта тварин — такі, як корови — можуть переносити хворобу та стати інфікованими.

## Патогенез

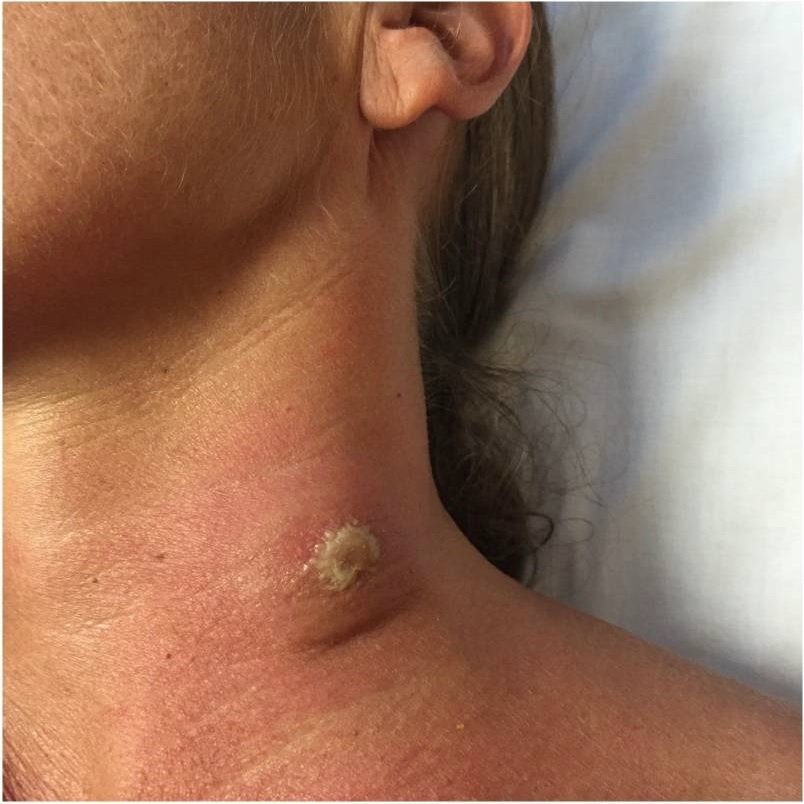
Шанкр у хворого на сонну хворобу

Муха цеце інокулює паразитів в підшкірний простір під час кровосмоктання. Деяка кількість трипаносом відразу потрапляє в кровотік, але більша їх частина залишається в місці укусу, де відбувається активне розмноження збудників та формування характерного болючого вузла — шанкра. Потім паразити починають поширюватися по організму через міжтканинний простір і лімфатичні судини. Цікаво те, що збудники сонної хвороби постійно мутують. Перша хвиля трипаносом гине від антитіл, але при цьому виробляється нова антигенна форма трипаносом. При цьому один штам сонної хвороби утворює кілька сотень нових варіантів паразитів. Тому за відсутності адекватного лікування людина абсолютно беззахисна перед африканською сонною хворобою. Також багато ланок патогенезу на сьогодні не є проясненими.

## Клінічні прояви
Спочатку, на першій стадії хвороби, спостерігають високу температуру тіла, головний біль, біль у суглобах, свербіж. Це починається після того, як від моменту укусу пройшло 7-21 день, що становить інкубаційний період Друга стадія починається через декілька тижнів або місяців, і її симптомами є порушення свідомості та орієнтації, погана координація, відсутність чутливості та порушення сну. Діагноз підтверджують тоді, коли паразита знаходять у мазку крові або у вмісті лімфовузла. Часто для того, щоб встановити різницю між хворобою першої та другої стадії, потрібна люмбальна пункція.
Симптоми сонної хвороби:

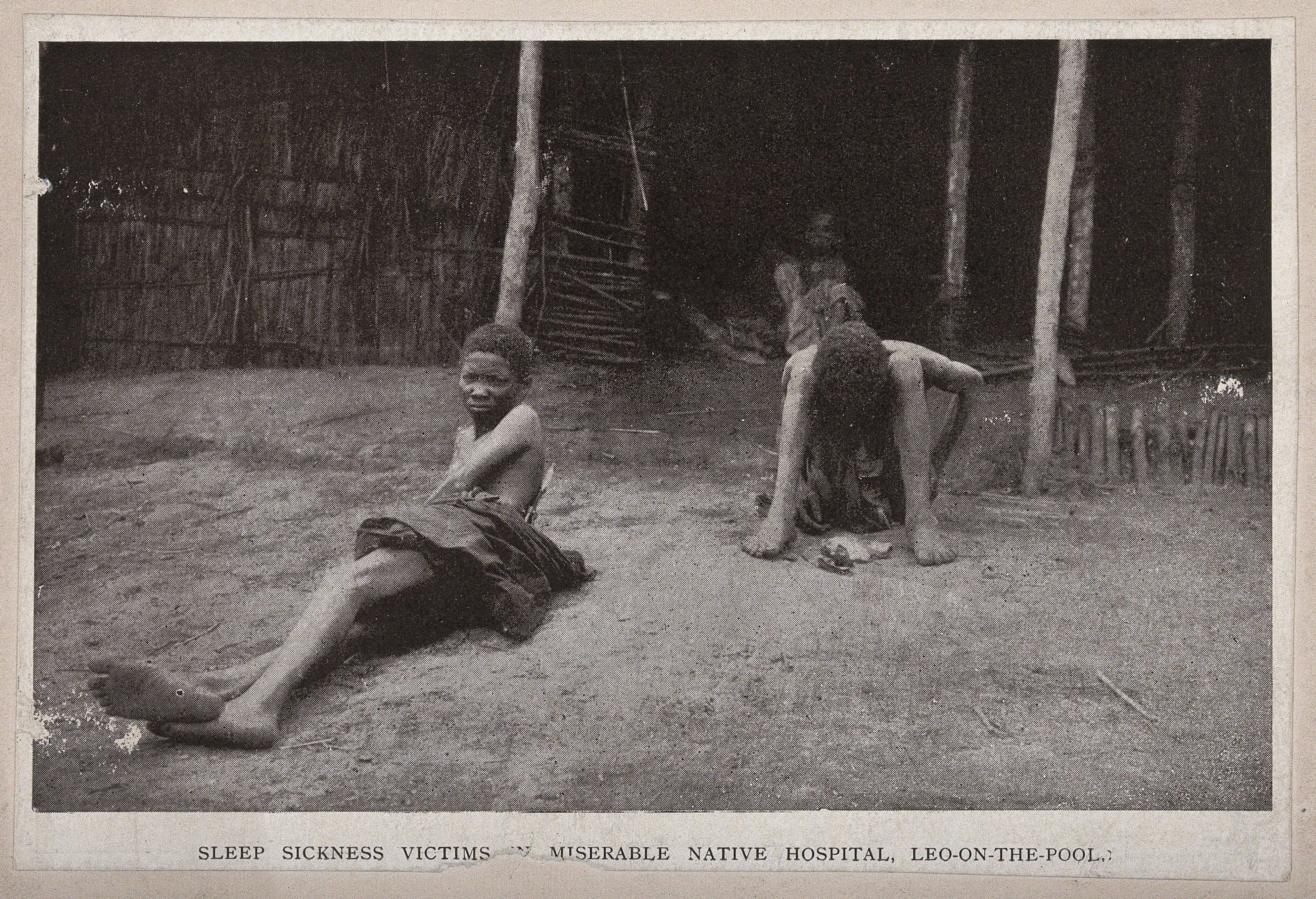
Двоє хворих на сонну хворобу у термінальній стадії.

- наявність первинного афекту — вхідного шанкра, болючого елемента в місці інокуляції трипаносом. Він з'являється через 5-7 днів після того, як збудник сонної хвороби потрапляє в організм. Шанкр може з'явитися на будь-якій ділянці тіла, там де був укус. Зрештою майже завжди спонтанно гоїться;
- послаблювальна гарячка;
- безсоння;
- сильний головний біль;
- проблеми з концентрацією уваги;
- тахікардія;
- збільшення вузлів у задньому шийному трикутнику — симптом Вінтерботтома;
- болючі підшкірні набряки;
- в європейців додатково до основних симптомів з'являється кільцеподібна еритема.

При гамбійському типі загострення хвороби змінюються латентними періодами спокою. При цьому інфекція може довгий час залишатися нерозпізнаною аж до часу, поки в повну силу не проявляться ознаки ураження центральної нервової системи. При родезійському типі, симптоми якого виражені сильніше, хворобу виявляють швидше. При цьому типі у пацієнтів практично відразу настає виснаження, проте, ураження лімфатичних вузлів менш помітні. За відсутності лікування хворі гинуть від інтеркурентних (інших, тих що долучилися) інфекцій і міокардиту ще до того, як відбудеться типовий синдром сонної хвороби.
З розвитком інфекції симптоми сонної хвороби проявляються щоразу сильніше. У хворих відсутній осмислений вираз обличчя, відвисає нижня губа, опускаються повіки. Пацієнти немов впадають у ступор і чим далі, тим важче спонукати їх виконувати найпростіші дії. Вони ніколи не відмовляються від їжі, але і не просять її, вкрай рідко йдуть на контакт з оточуючими. На останніх стадіях сонна хвороба призводить до судомних нападів, транзиторних паралічів, коми і неминучої смерті.

## Лікування
Для її лікування застосовують пентамідина ізотіонат, який вводять внутрішньовенно з розрахунку 0,003 г на 1 кг маси тіла, також використовують сурамін і органічні сполуки миш'яку.